# Малатија (вилајет)
Малатијски вилајет (тур. Malatya ili) је вилајет у централној Турској. Део је већег планинског подручја. Престоница вилајета је град Малатија. Малатија је позната по својим кајсијама. Вилајет Малатија захвата површину од 12,313 km². У њему живи 740,643 становника. Популација је износила 853,658 становника у 2000. години. У граду Малатија живи 381,081 становника (2000.). 

## Географија
У Малатији се налази место пресека између 38. северне паралеле и 38. источног меридијана.

## Окрузи
Малатијски вилајет је подељен на 14 округа (престоница је подебљана):
- Акчадаг
- Арапгир
- Аргуван
- Баталгази
- Даренде
- Доганшехир
- Доганјол
- Хекимхан
- Кале
- Кулунџак
- Малатија
- Путурге
- Јазихан
- Јешилјурт

## Локална места
- Инону Универзитет (од 1975.)
- Медицински центар Тургут Озал (у Инону Универзитету)
- Аеродром Малатија Ерхач (и за цивилну и војну употребу)
- Ескималатија (стари градски центар са много историјских здања)